# Mariz
Mariz is een plaats (freguesia) in de Portugese gemeente Barcelos en telt 428 inwoners (2001).